# Falaise de Cordis

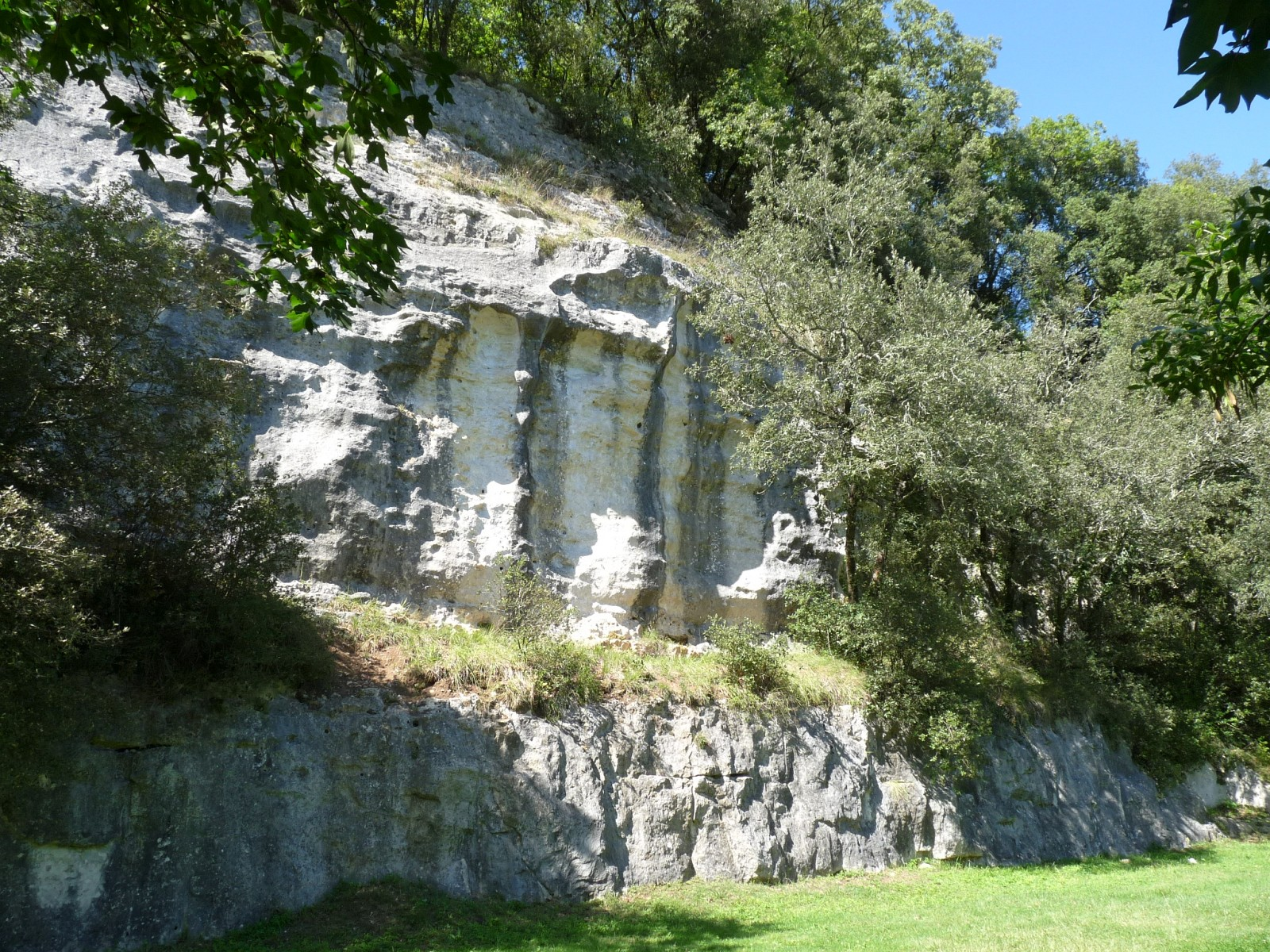
Die Felswand

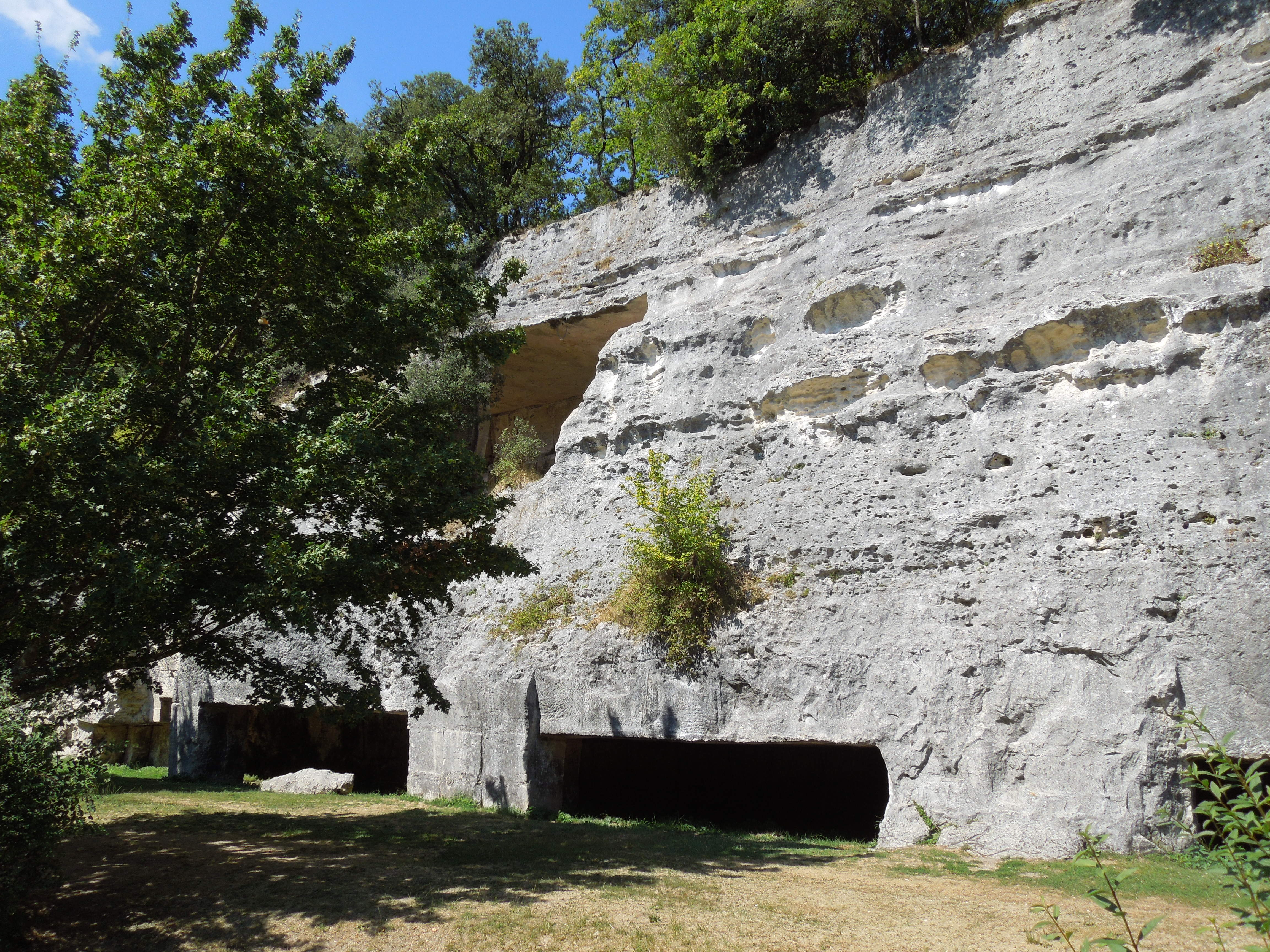
Die Felswand, unten Grotten

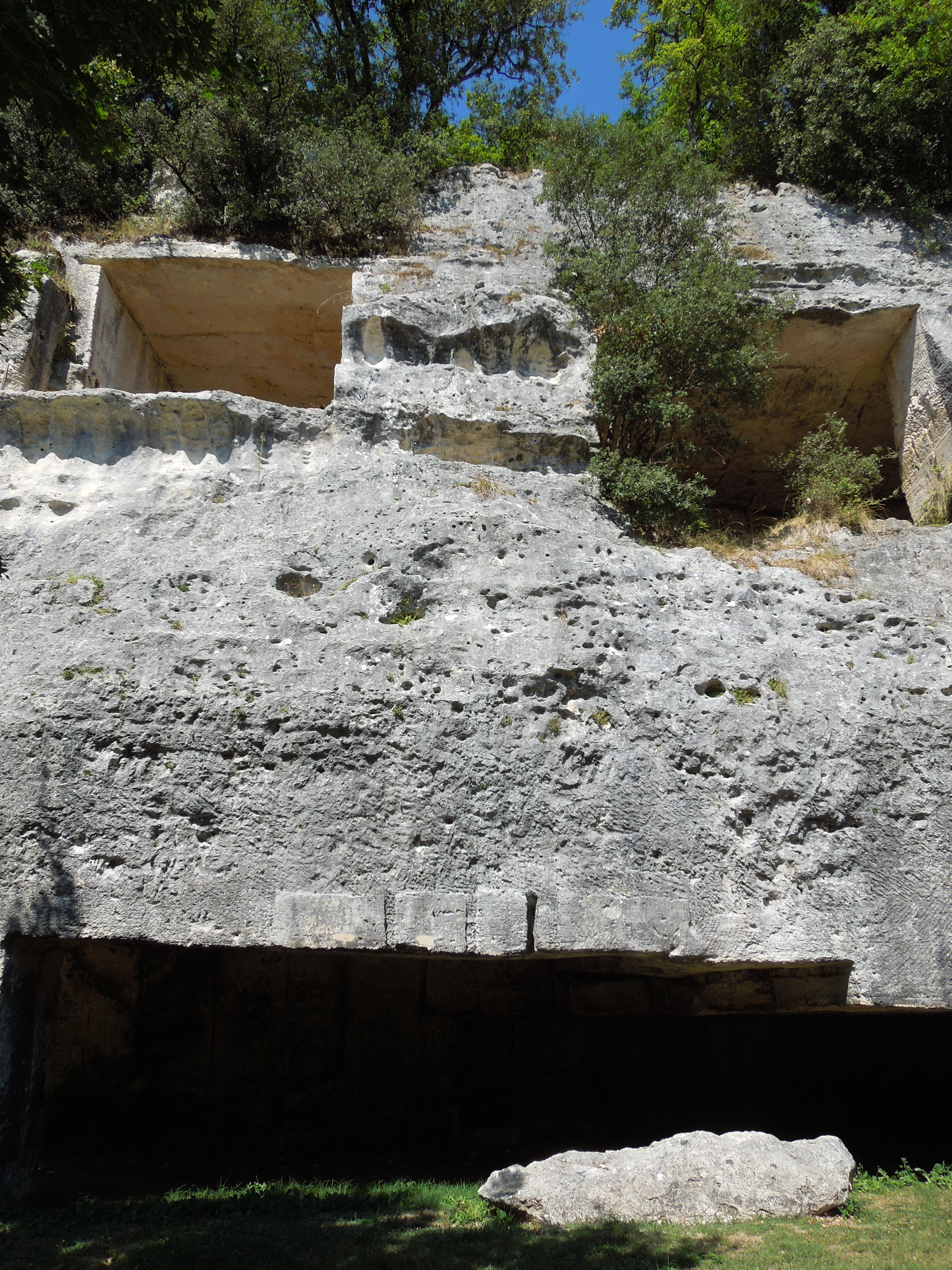
Einige der Grotten in der Felswand

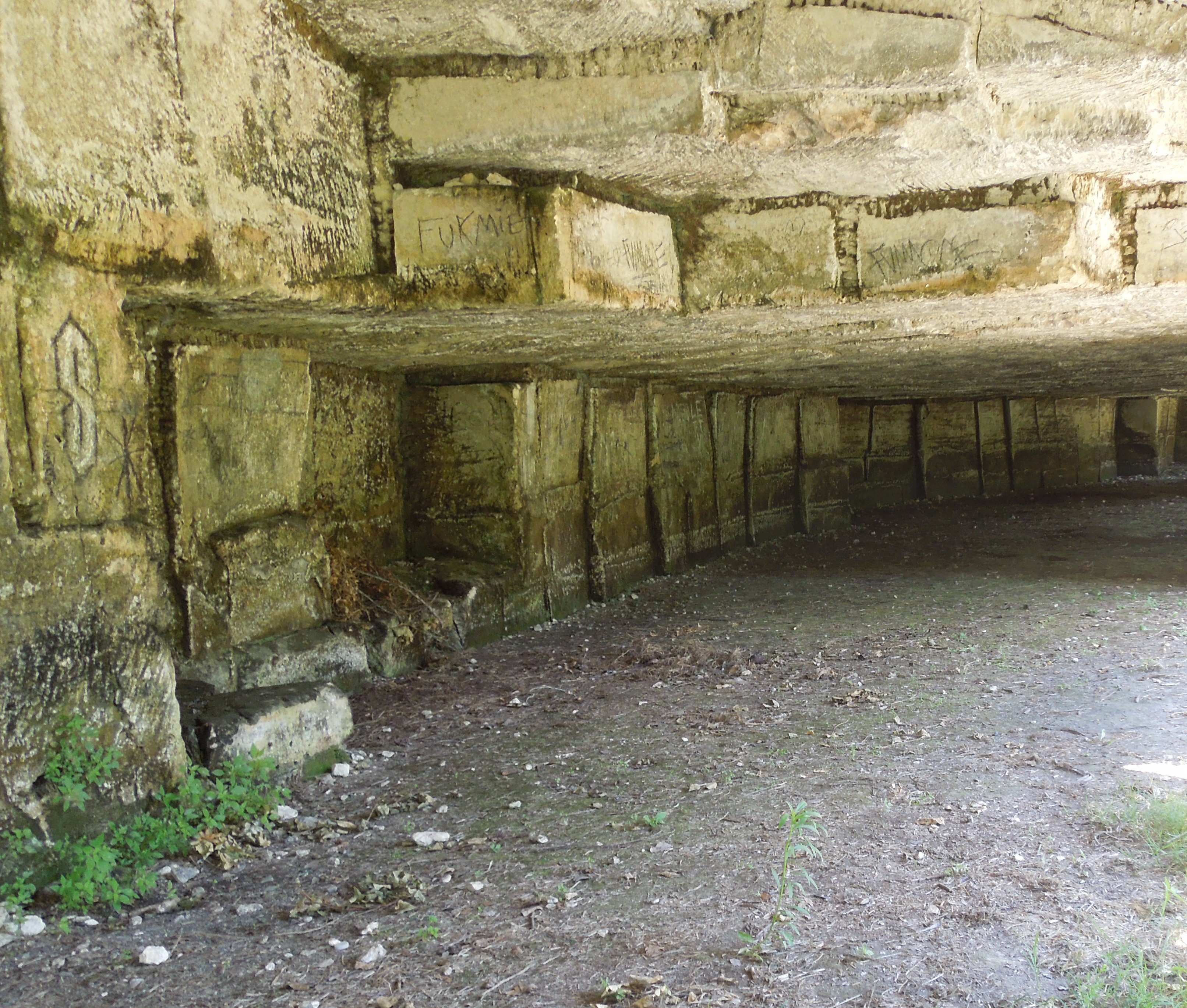
Grotte am Fuß der Klippe, Hinterlassenschaft eines Steinbruchs

Die Falaise de Cordis („Klippe von Cordis“) ist eine Felswand bei Marignac, etwa zehn Kilometer südlich von Pons im Département Charente-Maritime, Frankreich. Sie befindet sich etwa 1,5 Kilometer südwestlich von Marignac unmittelbar nördlich der wenig befahrenen Straße D 146 nach Saint-Grégoire-d’Ardennes und Mosnac, am Nordufer des kleinen Flusses Trèfle. Die Wand ist seit 1998 von der Federation Francaise de la Montagne et de l’Escalade (FFME) als Kletterfelsen für Technisches Klettern sanktioniert und ist auch zum Erlernen des Kletterns durch Kinder gut geeignet.

## Kletterfelsen
Die Kalksteinwand ist insgesamt etwa 100 m lang und bis zu 25 m hoch und umfasst in einem Teilbereich einen ehemaligen Steinbruch, der mehrere Höhlen oder Grotten hinterlassen hat, aber die Kletterstrecken gehen mehrheitlich über nicht bearbeiteten Fels. Der Kalkstein ist hart, kaum verwittert, und voller Löcher. Die Ausstattung ist modern und in gutem Zustand, mit Standsicherungen. Die Wand ist nach Südosten ausgerichtet und liegt von morgens bis nachmittags in der Sonne. Unterhalb der Kletterwand ist ein ebener Wiesenboden. Ein großer Parkplatz unmittelbar an der Straße steht für Besucher zur Verfügung.
An der sehr gut gesicherten Wand gibt es insgesamt rund 40 verschiedene vertikale Kletterrouten, von 5 bis 23 m Länge, mit Schwierigkeitsgraden gemäß der französischen Skala von 4a bis 7b.

## Sektoren
Von links nach rechts:
Sektor 1: Initiation à l’escalade en tête. In diesem Abschnitt am weitesten links, etwas von der Hauptwand entfernt (Zugang über einen Pfad links der Klippe, der mit einem Kabel gesichert auch Zugang zu den Grotten bietet), im Schatten der Bäume, gibt es vier Kletterrouten der Schwierigkeitsgrade 5 und 5+, mit einer maximalen Höhe von 8 m.

Sektor 2: Initiation à l’escalade en moulinette. Dieser Abschnitt, im linken Teil der Klippenwand, enthält sechs Routen der Schwierigkeitsgrade 4 und 5. Diese Aufstiege sind als einzige mit Toprope ausgestattet; die Standsicherungen befinden sich auf 5 m Hohe und sind leicht erreichbar.

Sektor 3: Les Grottes. Dieser Sektor, in der Mitte der Wand, hat neun kurze (8 m Höhe) und vier lange (maximal 23 m Höhe) Aufstiege mit Schwierigkeitsgraden von 5a bis 7b. Der Zugang zu den Grotten mit zwei gesicherten Routen für Technisches Klettern und Abseilen (Schwierigkeitsgrad A0) ist links der Felswand über den mit einem Kabel gesicherten Pfad.

Sektor 4: La Grande Face. Dieser Abschnitt, in der Mitte und im rechten Teil der Wand, hat 12 lange (maximal 23 m) Aufstiegsrouten der Grade 4c bis 7a. Der Zugang zu den am weitesten rechts befindlichen Routen führt über einen Pfad.
Koordinaten: 45° 30′ 31″ N, 0° 29′ 10″ W